# Stalowa Wola

Stemă

Stalowa Wola este un oraș în voievodatul Carpaților de Jos, Polonia. Are o populație de 68 472 și o suprafață de 82,41 km².